# Pálfalvi Gábor (műszaki író)
Pálfalvi Gábor (Kolozsvár, 1963. január 5. –) erdélyi magyar műszaki író, szótáríró, amatőrcsillagász. Pálfalvi Attila fia.

## Életútja
Középiskolát szülővárosában a 11. sz. Líceumban végzett (1981), szerszámgépmérnöki diplomáját a Kolozsvári Műegyetem gépészeti karán szerezte (1987). Tevékenységét az Aranyosgyéresi Kohászati Kombinátban kezdte, 1990-ben áttelepedett Magyarországra, ahol a budapesti Energiagazdálkodási Intézet mérnöke lett.

## Munkássága
Szaktanulmányai jelentek meg a gépgyártás, porkohászat, robottechnika és számítógéppel segített tervezés területén. Az 1988-as kolozsvári III. Országos Porkohászati Konferencián két dolgozatot mutatott be az automata fémporpréseket kiszolgáló manipulátorok tervezésével és vezérlésével kapcsolatban. A modern gépek és technológiák 1993-as kudzsiri nemzetközi konferenciáján egy budapesti cég képviseletében tanulmánnyal szerepelt a nagy átmérőjű hengeres és kúpos csővezetékek elágazó és redukciós csomópontjainak számítógépes tervezéséről.
A Magyar-román műszaki szótár (1987) és a Román-magyar műszaki nagyszótár szerkesztéséhez csillagászati vonatkozású kiegészítésekkel járult hozzá.